# 컵스카우트

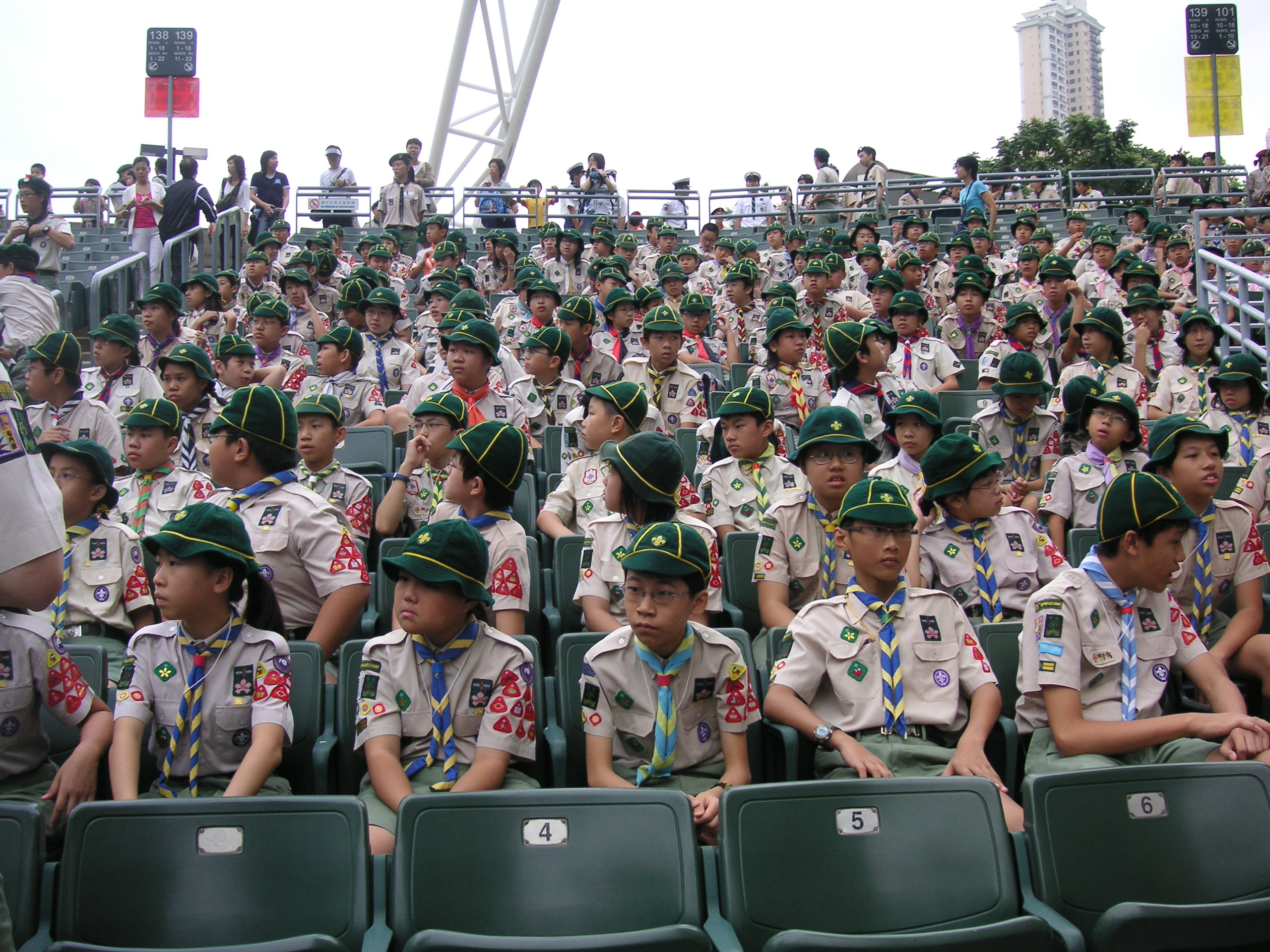
홍콩의 컵스카우트

컵스카우트(영어: Cub Scouts, Cubs, Wolf Cubs)는 스카우트 운동의 일환 중 하나로서 보통 7세부터 13세까지의 소년소녀들이 있다.

## 같이 보기
- 두 손가락 경례